# Мотохаси, Нако
Нако Мотохаси (яп. 本橋 菜子 Мотохаси Нако ) (род. 10 октября 1993, городе Асака, Сайтама (префектура), Япония) — японская баскетболистка, играющая на позиции разыгрывающий защитник в сборной Японии и в турнире WJBL за команду Токио Ханэда Викис.

## Биография
Саки посещала среднюю школу Мэйсэй Гакуэн в Токио.
После окончания школы в 2012 году поступила в Университет Васэда на факультет Спортивных наук. Во время учёбы участвовала в Японском чемпионате университетов по баскетболу. Нако стала разыгрывающим защитником и вместе с командой в 2014 году выиграла в чемпионате, а Мотохаси получила награду «Выдающийся игрок» и «Король ассистентов».
Она был назначена капитаном на 4 курсе университета, но перед сезоном 2015 года получила разрыв крестообразного сустава и не смогла сыграть в большинстве игр из-за операции. После реабилитации и возвращения в конце 2015 году вместе с командой университета добыла очередной чемпионский титул.
После окончания университета Мотохаси намеревался уйти из баскетбола и стать обычным офисным работником, но получила приглашение присоединиться от Токио Ханеда Викис и стала профессиональным баскетболистом.
В ноябре 2020 года она повредила переднюю крестообразную связку правого колена. Перенесла операцию с реабилитацией. Нако не смогла принять участие в тренировочных сборах национальной сборной в 2021 году, но вернулась, усилив сборную непосредственно перед Олимпиадой в Токио.

## Карьера

### Профессиональная карьера
В 2016 году пришла в команду японской женской лиги Токио Ханеда Викис.

### Сборная Японии по баскетболу
В апреле 2018 года, в возрасте 24 лет, она впервые была приглашена в женскую сборную Японии по баскетболу.
Дебютировала 8 июня 2018 года в национальной сборной в матче Кубка Mitsui Fudosan против Тайваня (Арена Тачикава Татихи, Токио) с 12 результативными передачами за 16 минут.
- В том же году она была выбрана представлять Японию на Чемпионате мира по баскетболу 2018 и играла в стартовом составе во всех играх.[3]
- Победитель Чемпионата Азии 2019 в Индии. Нако Мотохаси была названа самым ценным игроком (MVP турнира). В финальном матче чемпионата против Китая она набрала 24 очка и 8 передач и помогла Японии сохранить титул чемпиона Азии. Со средним показателем 17,0 очков и 5,0 передач за игру она стала лидером всего турнира в обеих категориях.[4]
- Серебряный олимпийский призёр игр 2020 года в Токио в среднем 9,2 минуты за игру, забивала 6,8 очков и 1,7 передачи за игру.[5]
- Отборочный турнир в феврале 2022 года на Чемпионат мира по баскетболу среди женщин 2022 участвовала в квалификации.[6]